# Tesla Cybertruck
O Tesla Cybertruck é uma picape de porte médio e grande com bateria elétrica, construída pela Tesla, Inc desde 2023. Introduzido como um carro conceitual em novembro de 2019, possui um design de carroceria reminiscente da modelagem de polígonos baixos, consistindo em painéis planos de aço inoxidável.
A Tesla planejava produzir o veículo em 2021, mas ele foi entregue aos clientes pela primeira vez no final de novembro de 2023. Em dezembro de 2023, a Cybertruck está disponível apenas na América do Norte. Três modelos são oferecidos: o "Cyberbeast" com três motores e tração nas quatro rodas (AWD), um modelo com dois motores e AWD, e um modelo com tração traseira (RWD), com estimativas de alcance da EPA variando de 400 a 550 km, dependendo do modelo. O projeto teve vários problemas ao longo do seu tempo de desenvolvimento e entrega.

## Especificações
Similar ao resto dos modelos da Tesla, a Cybertruck poderá ser pré-reservada com "Full Self Driving" por um preço adicional de $7,000.
| Modelo                     | Autonomia | 0-100 km/h   | Capacidade de reboque | Preço (USD) |
| -------------------------- | --------- | ------------ | --------------------- | ----------- |
| Motor único RWD            | 400 km    | 6.5 segundos | 3,400 kg              | $60,990     |
| Dual Motor AWD             | 550 km    | 4.1 segundos | 5,000 kg              | $79,990     |
| Tri Motor AWD "Cyberbeast" | 515 km    | 2.6 segundos | 5,000 kg              | $99,990     |

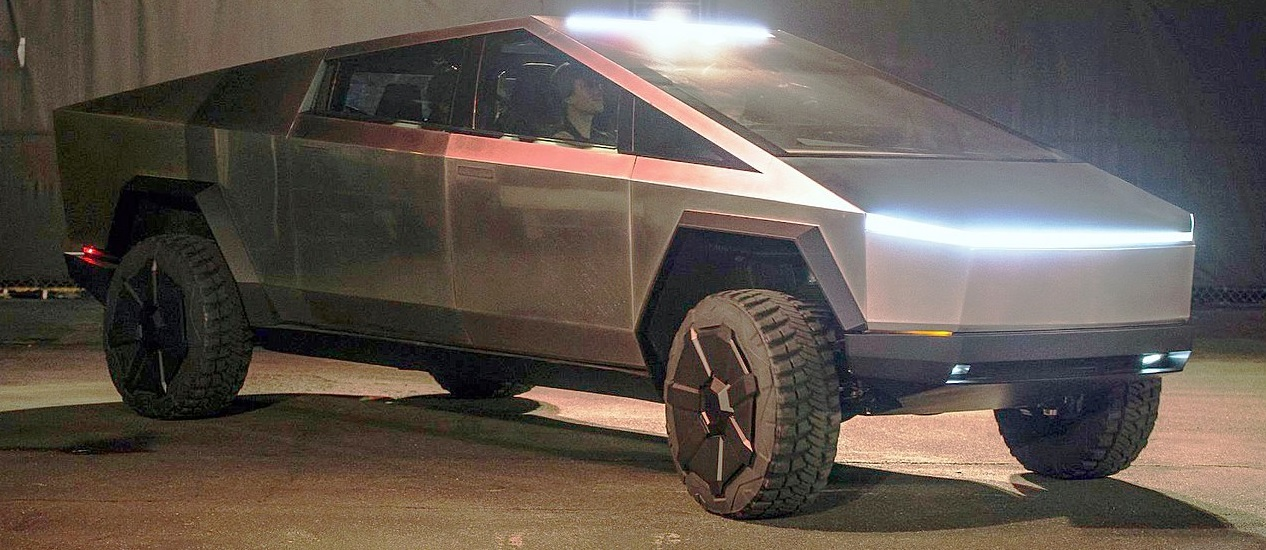
O Cybertruck.
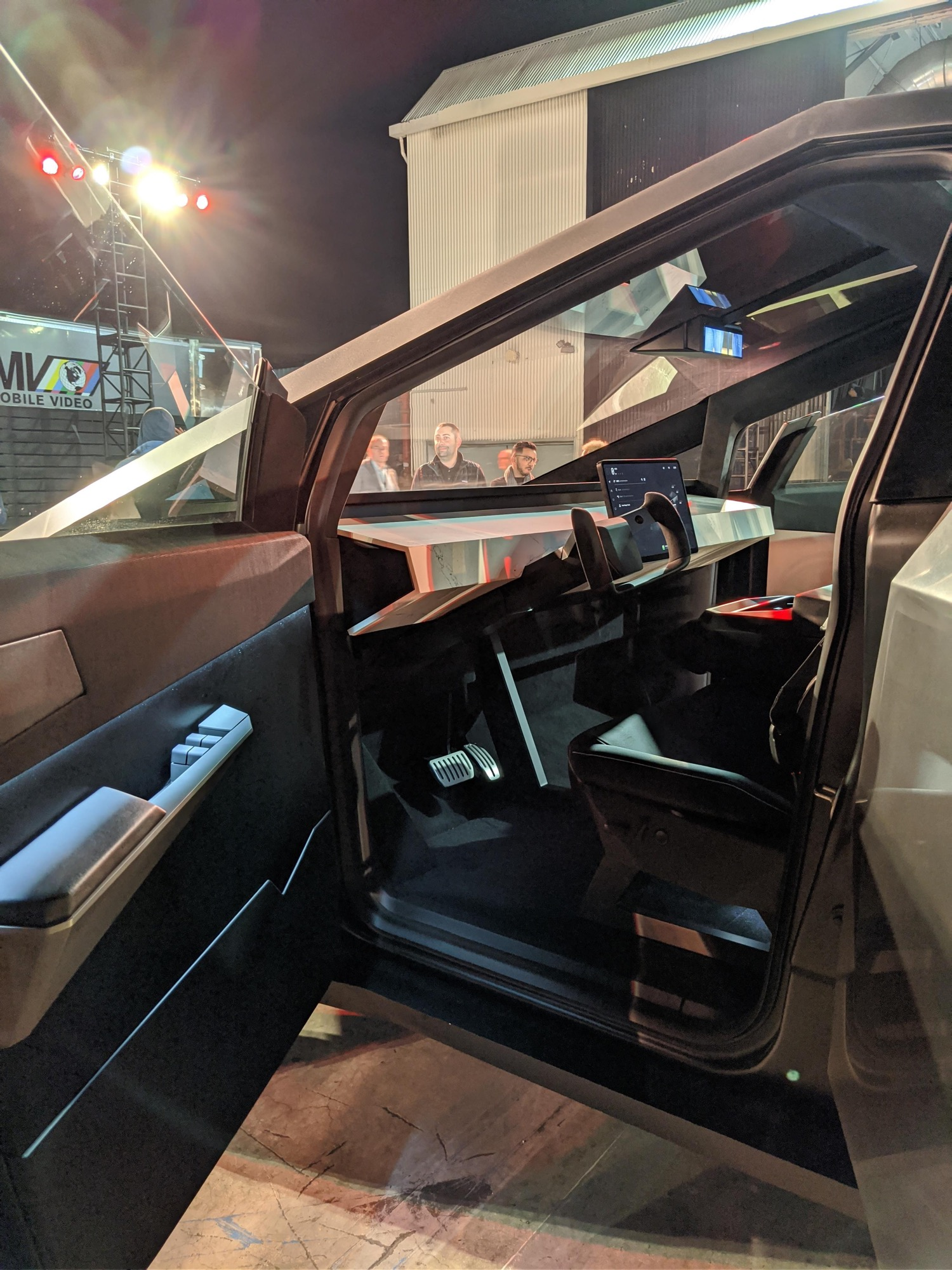
Interior do veículo.
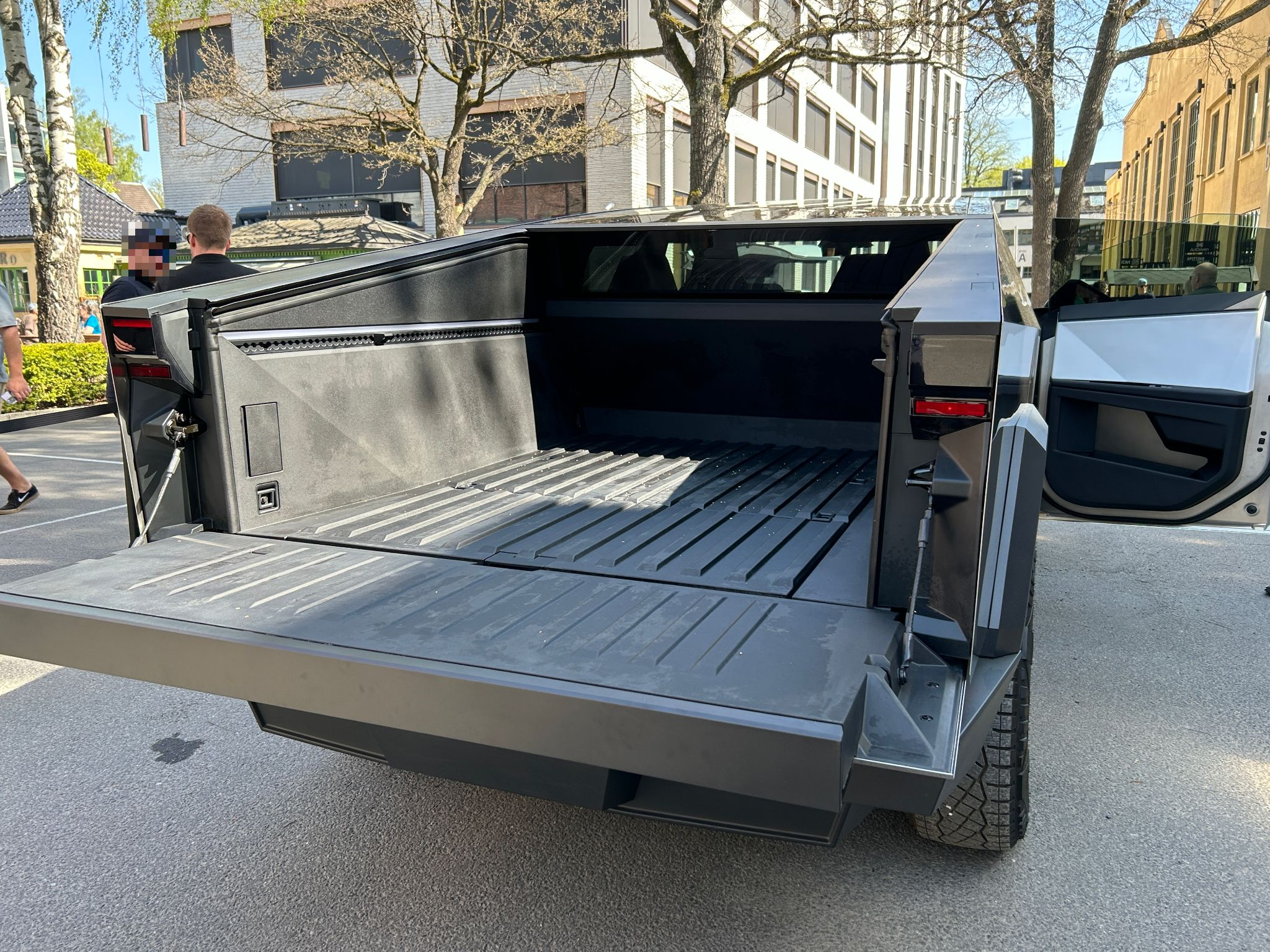
Visão traseira aberta, Série Foundation.